# Dolmen de Cubillejo de Lara
El dolmen de Cubillejo de Lara, cuya denominación oficial es «dolmen Cubillejo», es un monumento megalítico del tipo sepulcro de corredor que se halla en el pago denominado Dominustecum, en Cubillejo de Lara, término municipal de Mambrillas de Lara, en la provincia de Burgos (España).
Los elementos más característicos del dolmen son su arquitectura con anillo peristalítico, el ajuar encontrado en su excavación -en especial un brazalete de origen mediterráneo- y el panel de grabados que existe en uno de los ortostatos del corredor.
En 1985 el monumento fue declarado Bien de Interés Cultural, de modo genérico, mediante la Ley 16/85, de 25 de junio, de Patrimonio Histórico Español, y como tal aparece recogido en el Catálogo de Bienes de Interés Cultural de Castilla y León.

## Localización

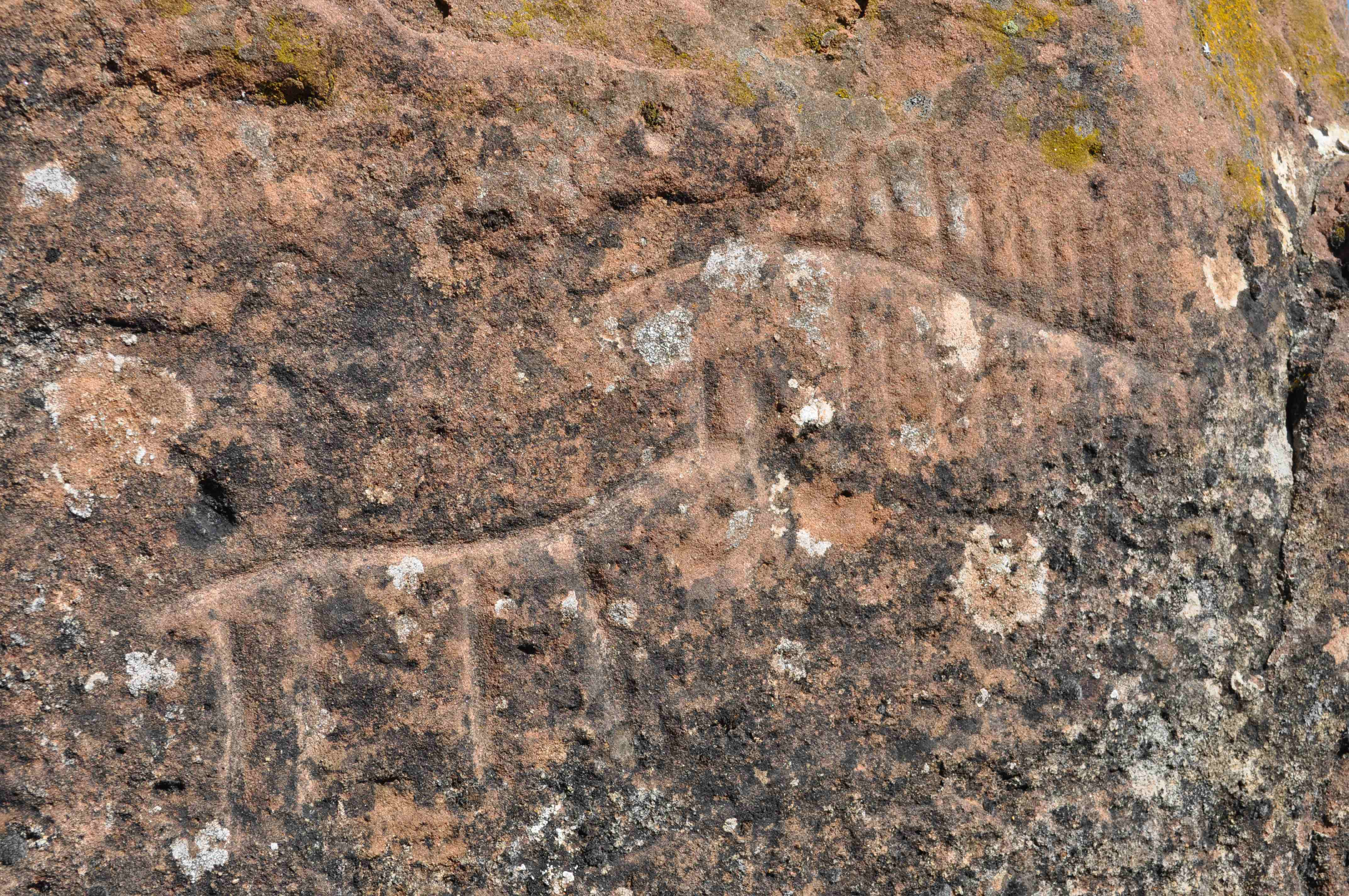
Panel de grabados.

El dolmen es visitable llegando a las ruinas de Mazariegos por la carretera N-234 Burgos-Sagunto y tomando el camino que desde ésta sale en dirección opuesta al despoblado. Sin dejar el camino de la izquierda y a 1600 m, se encuentra justo antes de llegar a un puente. También se puede acceder por un camino de concentración, en mejor estado, desde el pueblo de Cubillejo de Lara.
Se encuentra sobre un pequeño espigón formado por la confluencia de dos arroyos. La geomorfología del paraje se identifica con el sector de transición de la Cuenca Terciaria de la Submeseta Norte y el flanco occidental de la Cordillera Ibérica, la Sierra de la Demanda. El monumento se encuentra en un valle dominado al norte por Peñalara y al sur por la sierra de las Mamblas, siendo su litología variada: calizas, conglomerados, arcillas y depósitos aluviales.

## Generalidades acerca del fenómeno del megalitismo
El megalitismo no es una época, ni una edad de la Prehistoria, ni una cultura, sino una circunstancia común a diferentes grupos culturales de un mismo momento, que se caracterizan por la construcción de monumentos funerarios a base de grandes bloques de piedra. El rito de inhumar colectivamente a los muertos en estas construcciones sustituye a los sepulcros de fosa individuales y ha hecho pujar la idea de un “fenómeno de colonización megalítica” entre el Neolítico y el inicio de la Edad de los Metales; configurando una forma de vida espiritual y religiosa concreta y común a todos los países que poseen estas construcciones.
Las primeras dataciones relativas de que se disponía, se han sustituido por las fechas del Carbono-14, tomados a partir de muestras de elementos relacionados con la construcción, carbones o maderas de la masa tumular.
El megalitismo constituye un fenómeno que abarca un gran espacio temporal y geográfico. Al tratarse de sepulcros colectivos, no tienen una única fecha de utilización, sino tantas como momentos de enterramiento. Desde el IV Milenio a. C. aparecen en la Cuenca Mediterránea restos megalíticos que se difundirán desde el occidente peninsular: Portugal y la Meseta, hacia el País Vasco, Pirineos y la Europa Occidental, durante el III Milenio, llegando a las islas británicas y al Báltico y perdurando todo el II Milenio.
Culturalmente, el fenómeno megalítico aparece durante el Neolítico Antiguo y Medio, y se desarrolla durante el Neolítico Final, el Calcolítico y la Edad de Bronce. Los sepulcros son reutilizados en ocasiones durante la Edad de Hierro y épocas más tardías, con ajuares que no corresponden al período de utilización del enterramiento primitivo: objetos de época romana, fragmentos de terra sigillata, cerámicas y monedas medievales, etc.

### Tipología
La tipología de los monumentos megalíticos puede responder a esta división: menhir, alineamiento ritual (Carnac), cromlech si el alineamiento es circular (Stonehenge), cista, dolmen, sepulcro de corredor y sepulcro de galería o galería cubierta, en función de la existencia o no de dos elementos esenciales: el pasillo o corredor de acceso y la cámara funeraria. Las variaciones nos llevarían a otras subdivisiones: Tumbas con corredor largo o incipiente, convergente o divergente, con techumbre de lajas planas o cubierta de falsa cúpula...

### Hipótesis acerca del origen
Se han manejado hipótesis sobre el origen del megalitismo: los investigadores se dividen en orientalistas y occidentalistas, partiendo unos del origen egeo (Childe) y atlántico otros (Gimpera). Por un lado, las teorías orientalistas o difusionistas de los arqueólogos clásicos de mediados del siglo XX, que suponen un origen Mediterráneo Oriental con difusión a Occidente. Por otro, las teorías evolucionistas u occidentalistas, de autores que suponen que el megalitismo se origina en el occidente de Europa (península ibérica) desde formas arquitectónicas sencillas que evolucionan a formas más complejas.
Conviven otras teorías intermedias, pero a partir de la década de 1960, con la revolución de las fechas absolutas del Carbono-14, los monumentos más antiguos parecen ser los occidentales de la fachada atlántica de Europa.

### Economía, hábitat y sociedad
El fenómeno megalítico está enmarcado dentro de poblaciones de economía neolítica, desarrollando fuertemente el sentido de colectividad frente al individualismo. Las industrias líticas se manifiestan con materiales microlíticos y pulimentados, asociados con prácticas de labranza y una cada vez mayor especialización de cultivos. La agricultura (cereales) y ganadería de tipo productor (cabras, ovejas, cerdos…) gana terreno a la economía de tipo cazador-recolector.
Frente a la gran cantidad de restos megalíticos, apenas se han encontrado restos de las viviendas de esta época. Se trata de pueblos agrícolas y ganaderos que abandonan las cavernas, estableciéndose en los llanos y desarrollando un tipo de hábitat nuevo con viviendas de planta circular o rectangular en piedra. Se están comenzando a encontrar asentamientos en los alrededores de las tumbas, hogares y restos de habitación de escasa entidad. Aparte de la importante finalidad religiosa, ritual y funeraria de los monumentos, se han dado explicaciones relacionadas con los cultos astrales. 
El megalitismo supone también la transformación del hombre con el medio. Las nuevas sociedades del Neolítico son comunidades que defienden su derecho de posesión de la tierra mediante la construcción de estos monumentos, a modo de señal de ocupación. Por otro lado, el enorme esfuerzo de energía para su construcción –desconocían la rueda y la tracción animal– implica la colaboración de varios grupos con lazos de solidaridad. Otros puntos de vista defienden un tipo de sociedad jerarquizada en la que determinadas clases se han enriquecido con la acumulación de excedentes agrícolas y ganaderos e intercambios comerciales, haciendo manifestar su dominio y prestigio mediante estas construcciones, perpetuándose así la clase social o los lazos familiares de sangre o linaje.

## Hallazgo, excavación y ajuar
Aunque el sepulcro ya era conocido por los lugareños, quienes sin saber del origen y alcance de aquellas piedras ya presentían algo en ellas, —no en vano, el lugar es conocido como Dominustecum—; no fueron desveladas hasta 1970, año en que tras la noticia de los Servicios de Espeleología Burgalesa y la prospección del terreno, fue excavado (y publicado al año siguiente) por los arqueólogos e investigadores de la Universidad de Valladolid y del Museo de Burgos: Osaba, Abásolo, Uribarri y Liz. Aún hoy puede verse en algunas piedras la línea hasta la que se hallaba enterrado el megalito. Esto, unido a la céntrica localización en el valle y su posición junto a un cruce de arroyos, camino y cañada (Cañada Real de las Merinas), hacían del lugar un hito señalado.
El ajuar de un enterramiento lo constituyen los elementos de acompañamiento del individuo enterrado o los instrumentos que intervienen en el ceremonial desarrollado en su interior: objetos de piedra, hueso y cerámica, armas y herramientas, adornos y elementos rituales o votivos.
La primera labor consistió en sacar de la cámara gran cantidad de piedras. Y poco a poco, a distinta profundidad fueron surgiendo los escasos materiales, debido en parte a las violaciones que sufrió el monumento a lo largo de su historia. El hallazgo más sorprendente es el de un hermoso brazalete o pulsera circular obtenido a partir de una concha de Glycymeris o pedúnculo de coloración blanca. El origen mediterráneo de estas conchas marinas y la presencia insólita de este adorno en tierras interiores de la Península evidencia la necesidad de un comercio con la periferia litoral desde Levante, seguramente a través del Ebro; como se admite que sucedió con las primeras industrias geométricas epipaleolíticas del sur del País Vasco. El hallazgo de este brazalete es revelador de las relaciones mantenidas por la población del Oriente de la Meseta con el Levante hacia la segunda mitad del IV Milenio.
Se encontraron, además de los restos humanos de cuatro individuos, cuatro hojas de sílex, un nódulo, un alisador, dos cuentas de collar de calaíta de coloración verdosa, dos pequeños fragmentos cerámicos de Vaso Campaniforme adornados con dibujos incisos: una banda horizontal que encierra trazos paralelos verticales y otra con incisiones en zig-zag formando una retícula o malla. La contemplación de este ajuar, junto con la maqueta del dolmen, puede hacerse en el Museo de Burgos.

## Características arquitectónicas

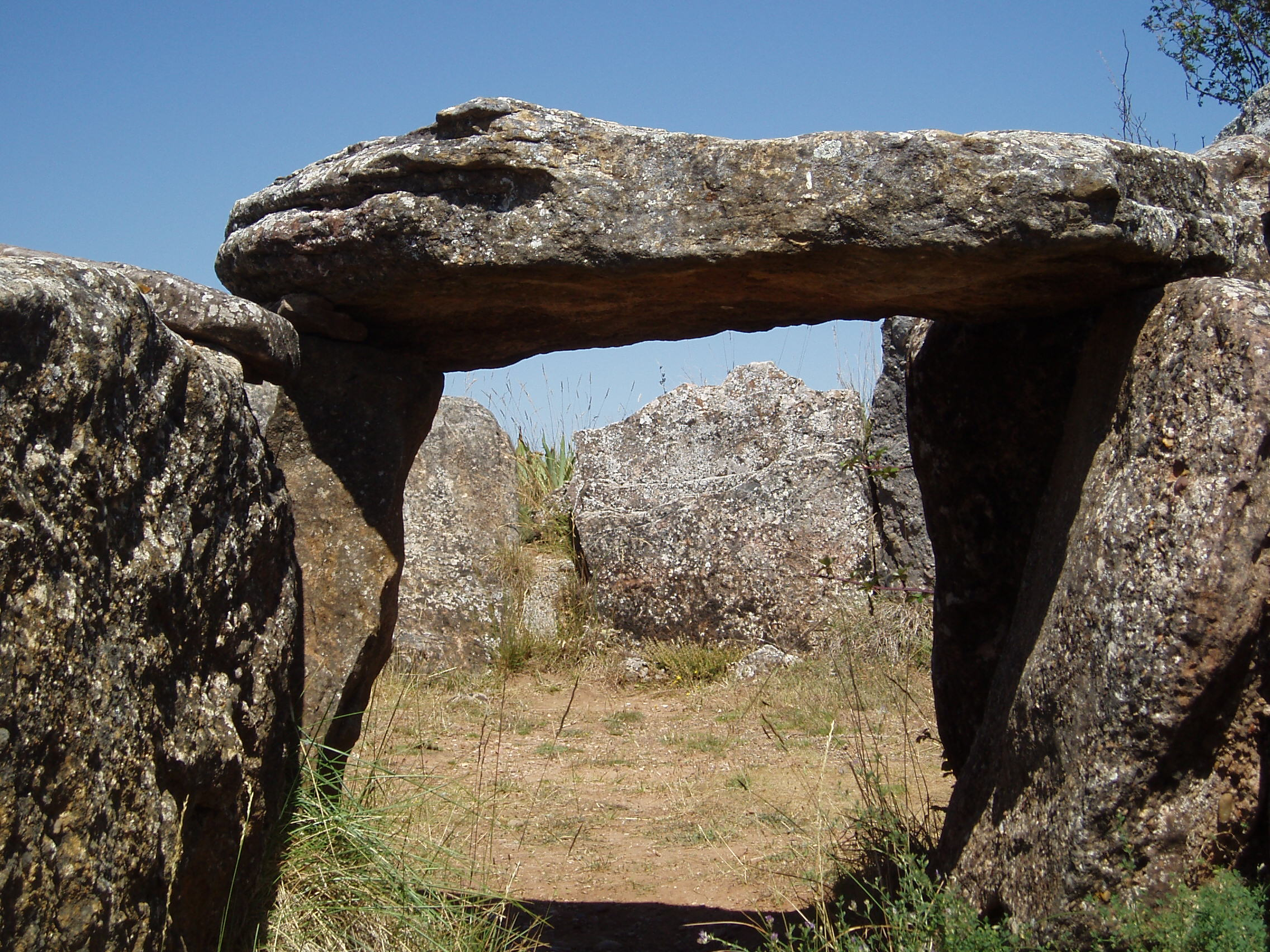
Dintel de acceso a la cámara del dolmen de Cubillejo de Lara,

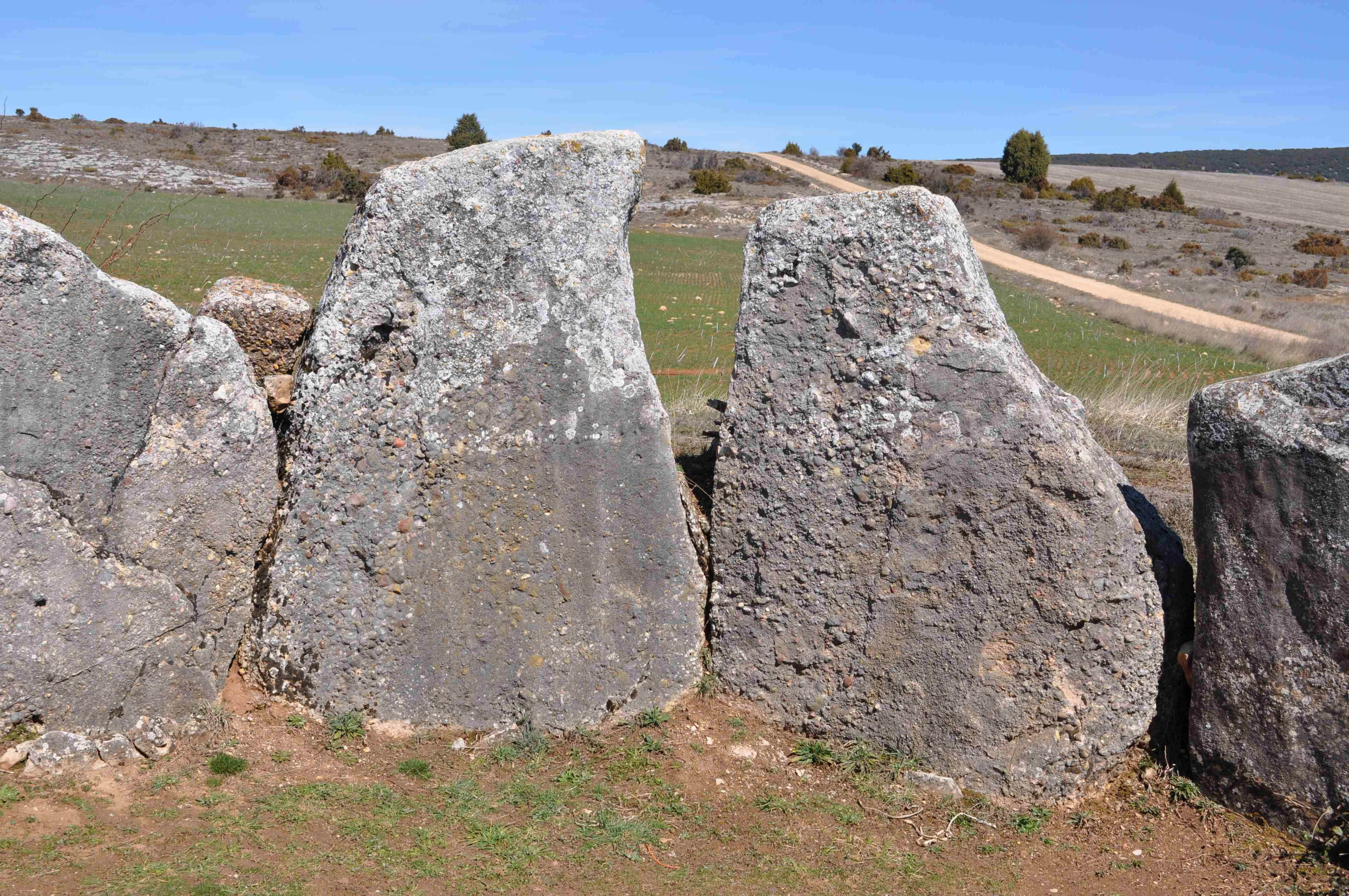
Ortostatos de la cámara del dolmen de Cubillejo de Lara.

La estructura megalítica del dolmen responde a la denominada “sepulcro de corredor” por estar constituida por una cámara funeraria y un corredor de acceso enterrados en un túmulo de tierra y piedras. El túmulo que rodea al megalito es sin lugar a dudas la parte peor conservada del monumento. Está ligeramente definido y es de escasa envergadura, condicionando su forma a las aristas y pendientes de los arroyuelos que lo limitan y erosionan, así como las zanjas y desescombros efectuados en su investigación. Se intuye una planta ovalada, coincidiendo su eje mayor con la orientación del corredor, y una altura no muy notable, pese a que algunos ortolitos de la cámara se aproximan a los 2 m. 
La cámara es de planta circular de entre 4,5 y 6 m de diámetro compuesta originariamente por once ortostatos de caliza y conglomerado, de los que se conservan diez de ellos, en su mayoría bloques naturales sin labra o cantería procedentes de alguna pequeña cantera cercana, dispuestos verticalmente e inclinados hacia el interior para facilitar la cubrición. La altura de los bloques, hecho poco común, no es uniforme, alcanzando el mayor de ellos los 2,25 m de alto y 0,40 m de grosor; por lo que se justificarían ciertos rebajes rectangulares y semicirculares destinados a la cubierta y que se observan en la parte superior de los bloques más bajos.
Uno de los elementos característicos del dolmen y que ayudan a emparentar el megalito con los modelos occidentales extremeño-salmantinos es el anillo pericameral, compuesto de catorce bloques tan grandes como los camerales ceñidos exteriormente a la cámara; existiendo entre ésta y el anillo un relleno deliberado de piedras de pequeño tamaño. La funcionalidad de este anillo peristalítico consiste en la mayoría de los dólmenes en la contención de las tierras del túmulo, a modo de contrafuerte, si bien existe en otros un espacio de tránsito entre el anillo y la cámara. La existencia de este anillo peristalítico vincula al dolmen de Cubillejo con el megalitismo occidental de la Península, los monumentos de la Beira (Portugal), extremeños y salmantinos. Existen entre ellos, además del peristalito, varios elementos de cohesión, como proximidad, sincronismo de los sepulcros y ajuares homogéneos y típicos. El estudio del dolmen de Cubillejo, al Oriente de la Meseta, sirve de base para probar el occidentalismo de los dólmenes burgaleses.
El corredor o galería, orientado al Sureste, está formado por dos paredes paralelas de seis lajas cada una, dispuestas de forma apaisada y con algunos refuerzos exteriores. Su longitud es de 10,5 m., 1,5 m de anchura y altura decreciente, como es habitual, desde los 1,5 m. en la entrada de la cámara hasta los 0,75 m. en el extremo opuesto.
La parte más desconocida y menos conservada de los dólmenes es la cubierta. En la cubierta de la cámara se observó en el suelo, durante las labores de limpieza, el hoyo que probablemente sirvió para clavar el pie o pilar central. Se apreciaron otras dos concavidades circulares en el interior del corredor. Y es fácil que todo el corredor estuviese cubierto con dinteles semejantes al que se colocó en la entrada a la cámara, el cual se hallaba caído dentro del pasillo antes de las labores de 1970.
Los suelos de cámara y corredor se hallan sin pavimentar ni empedrar, formados por arcilla compacta.

## Grabados

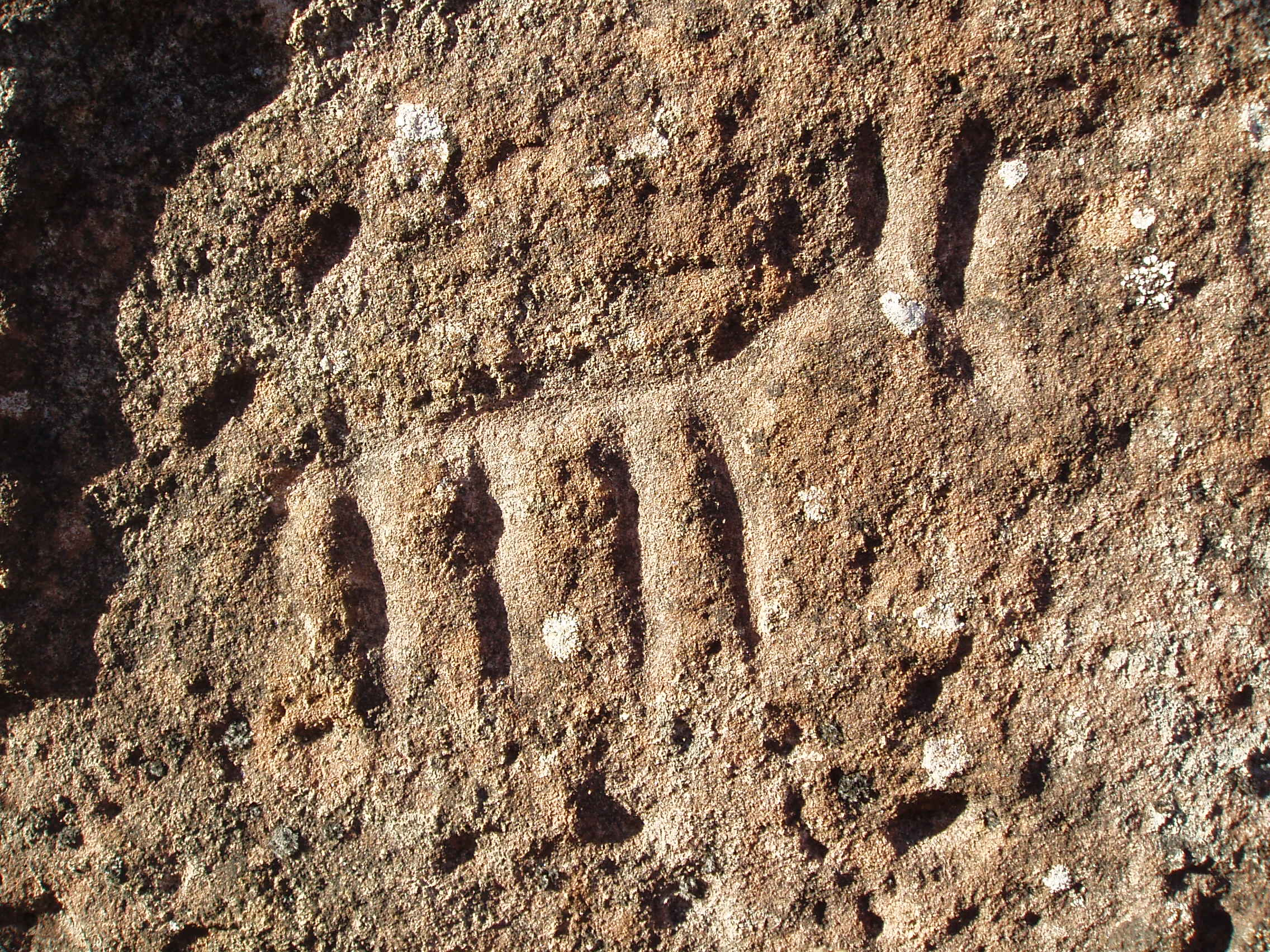
Équido del panel de grabados del dolmen de Cubillejo de Lara

Las paredes interiores de las cámaras sepulcrales y corredores de los monumentos megalíticos ocasionalmente pueden aparecer decoradas con motivos tanto grabados como pintados. Los petroglifos con motivos grabados suelen representar figuras esquemáticas, líneas en zig-zag, espirales, círculos, etc. La creación artística más importante del período eneolítico o dolménico está representada fundamentalmente por los grabados. 
Uno de los grandes bloques del corredor del dolmen de Cubillejo, concretamente el ortostato más cercano a la entrada de la cámara en la pared derecha, tiene un panel de grabados. De entre ellos son fácilmente reconocibles dos cuadrúpedos muy esquemáticos y un dibujo ramiforme o pectiniforme doble. No se ha podido determinar la coetaneidad de estos petroglifos con la erección del megalito. Si los grabados hubieran sido realizados cuando se construyó el monumento se podrían entroncar con un estilo reconocible en el arte levantino. Sin embargo, es probable que los grabados fueran hechos con posterioridad a la construcción del dolmen.
Los grabados están sufriendo algún deterioro, tras su desenterramiento, a causa de la erosión (lluvia, viento, heladas) y de la acción antrópica.

## Las disputas por el dolmen de Cubillejo de Lara
En los últimos años han existido, y existen, controversias sobre la localización y denominación de este dolmen, por un problema de deslinde entre los términos municipales de Mambrillas de Lara y de Mecerreyes, que se traduce en que no se ha podido concretar con la necesaria seguridad y certeza la línea por la que discurre la separación de los términos municipales en la parcela en que se encuentra ubicado el dolmen. El asunto ha sido llevado al procurador del Común de Castilla y León, así como a diversas instancias judiciales, por un particular -no por el propio ayuntamiento de Mecerreyes-.
En 2014 el Tribunal Superior de Justicia de Castilla y León desestimó la solicitud de modificación de la localización y denominación del domen de Cubillejo de Lara, al no haberse podido demostrar que sea errónea la ubicación del citado dolmen en Cubillejo de Lara -término municipal de Mambrillas de Lara-. El tribunal se basó en que los planos y resoluciones catastrales -donde en la actualidad aparece la parcela como perteneciente a Mecerreyes- no tienen virtualidad probatoria suficiente para modificar los límites entre los términos municipales, además de que no existe una explicación clara a que el terreno donde está ubicado el dolmen fuese perteneciente en un primer momento y durante muchos años a Cubillejo de Lara y luego se cambiase esa ubicación para incluirla en el término municipal de Mecerreyes. Esta situación, al menos en cuanto a la localización, podría cambiar si se realizase un nuevo deslinde en la zona, por el procedimiento que legalmente corresponda. 
En cuanto a su denominación, la Junta de Castilla y León ya ha manifestado que desaconseja el cambio de nombre, sea cual sea el municipio de localización, considerando conveniente desde el punto de vista científico mantener la denominación dolmen de Cubillejo.